# Bisbee, Arizona
Bisbeeeste un oraș și sediulGR6 comitatului Cochise, Arizona, Statele Unite ale Americii. Populația orașului, care se găsește la circa 132 km (sau 82 de mile) sud-est de Tucson, era de 6.177  de locuitori, conform unei estimări făcute de United States Census Bureau din anul 2005. GR6

## Istoric
Bisbee a fost fondat ca un oraș minier în 1880, fiind pentru mult timp una din sursele majore de cupru, aur și argint ale Arizonei. Numele orașului reprezintă numele de familie a judecătorului DeWitt Bisbee, unul din acționarii minei Copper Queen Mine, în onoarea căruia așezarea minieră de atunci a fost numită.
În anul 1929, sediul comitatului a fost mutat de la Tombstone (care a devenit ulterior aproape un oraș-fantomă) la Bisbee, unde a rămas până în prezent.